# Boddinstraße (Metro de Berlín)
Boddinstraße es una estación de la línea U8 del Metro de Berlín ubicada en el distrito de Neukölln. Fue inaugurada el 17 de julio de 1927 como parte del tramo original de la línea entonces conocida como GN-Bahn (ferrocarril de Gesundbrunnen a Neukölln). Boddinstraße funcionó como terminal provisoria sur hasta la extensión a Leinestraße en agosto de 1929.
La estación debe su nombre a Hermann Boddin (1844-1907), quien fue desde 1899 hasta su muerte alcalde de Rixdorf, una división del actual Neukölln. Fue diseñada por los arquitectos Alfred Grenander y Alfred Fehse con un único andén central, en el estilo espartano común a otras estaciones berlinesas de los años 1920. Las paredes del túnel y columnas centrales están decoradas con un recubrimiento de mosaicos azules y grises.